# Xirà
Xirà (en rus: Шира) és un poble de la República de Khakàssia, a Rússia, que en el cens del 2010 tenia 9.448 habitants. És la seu administrativa del districte homònim.